# Louis Secco
Louis John Secco (né le 18 janvier 1927 à Trail, mort le 27 octobre 2008) est un joueur canadien de hockey sur glace.

## Carrière
Louis Secco commence sa carrière en tant que joueur de hockey sur glace au sein de diverses équipes juniors de Colombie-Britannique. En 1945, il est appelé par les Rangers de New York pour jouer dans la Ligue nationale de hockey, mais il décline l'offre en choisissant l'équipe senior des Smoke Eaters de Trail, de sa saison inaugurale en 1946 jusqu’en 1951. Il rejoint les Mercurys d'Edmonton pour la saison 1951-1952. Au cours de la même saison, il joue un match pour les Dynamiters de Kimberley, équipe de la Western International Hockey League, avant les Jeux olympiques.
En juillet 1951, le président de l'Association canadienne de hockey amateur, Doug Grimston, annonça que les Mercurys représenteront le Canada au hockey sur glace aux Jeux olympiques de 1952 à Oslo. L'équipe parcourt l'Europe pendant trois mois, jouant une cinquantaine de matchs et remportant la première Coupe Ahearne. Le Canada devient champion olympique. Louis Secco joue huit matchs, marque deux buts et fait trois passes décisives.
Il revient aux Smoke Eaters de Trail pour la saison 1952-1953. Il joue ensuite pendant deux ans pour les Trial-Intermediates dans la British Columbia Amateur Hockey Association. Au cours de la saison 1956-1957, il participe à 16 matchs avec les Warriors de Rossland. La saison suivante, il joue cinq autres matchs pour les Smoke Eaters avant de mettre fin à sa carrière de hockey sur glace.
Secco travaille à la mine Cominco comme superviseur de Warfield Fertilizer Operations, à partir d'avril 1943 jusqu'à son départ à la retraite en mai 1985.
En tant que membre de l'équipe olympique, Gordon Robertson est intronisé au Temple de la renommée et Musée des sports de l’Alberta en 1968, avec les Mercurys d'Edmonton en 1952, puis au Temple de la renommée olympique du Canada en 2002. Son nom est inscrit sur le monument des champions de la Maison de la Société historique de Trail.